# 1726

## Esdeveniments
Pendent

## Naixements
Països Catalans
Resta del món
- 11 de març, Valenciennes: Louise d'Épinay, escriptora.[1]

## Necrològiques
Països Catalans
- 16 de gener, Girona: Josep de Taverner i d'Ardena, erudit i religiós que fou bisbe de Solsona - electe - i de Girona.
- 22 de febrer, La Corunya, Galícia: Antoni de Villarroel i Peláez, militar austriacista durant la Guerra de Successió i comandant de la resistència durant el Setge de Barcelona (1713-1714).
- 15 de setembre, Sant Cugat del Vallès: Francesc Antoni de Solanell i de Montellà, 120è President de la Generalitat de Catalunya.

Resta del món